# Belén Rodríguez (Moderatorin)
Belén Rodríguez, vollständiger Name Maria Belén Rodríguez Cozzani, (* 20. September 1984 in Buenos Aires) ist eine argentinische Fernseh-Moderatorin sowie Filmschauspielerin und Model. Sie lebt und arbeitet in Italien.

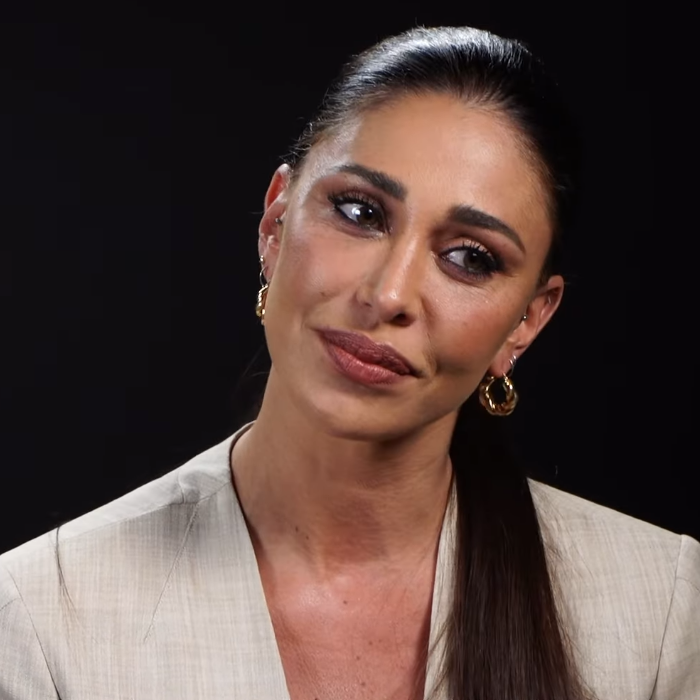
Belén Rodríguez (2024)

## Leben
Belén Rodríguez begann mit 17 Jahren als Model zu arbeiten. 2004 kam sie nach Mailand, wo sie weiterhin modelte. Ab 2006 bekam sie Anfragen als Fernseh-Moderatorin für Unterhaltungssendungen. Sie präsentierte vom 15. bis zum 19. Februar 2011 mit Gianni Morandi und Elisabetta Canalis das alljährlich in Sanremo stattfindende Festival di Sanremo. 2012 moderierte sie die Castingshow Italia’s Got Talent. Seit 2014 moderierte sie die Talentshow Tú sí que vales für Canale 5.

## Filmografie (Auswahl)
- 2010: Natale in Sudafrica
- 2011: Se sei così ti dico sì
- 2015: Non c'è 2 senza te